# Hotel Ibis

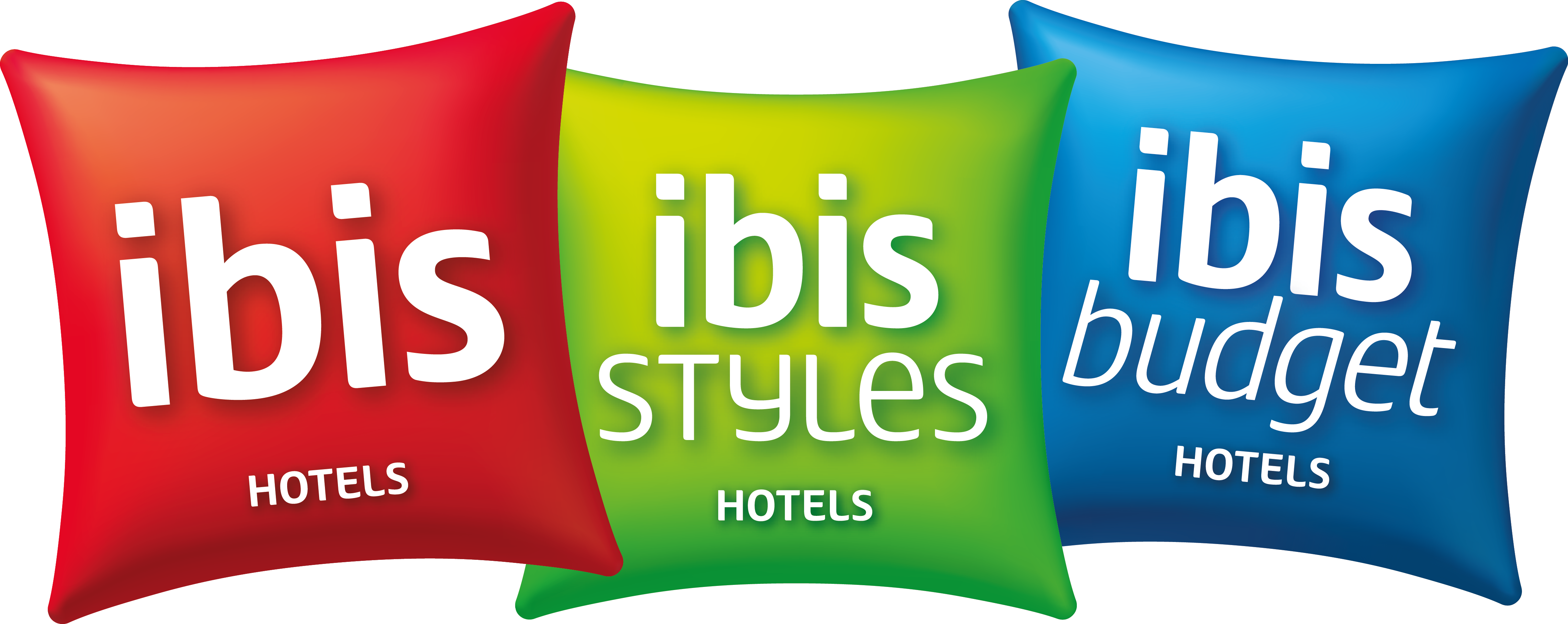
Ibis Hotels

Ibis es una cadena hotelera internacional, propiedad de Accor. Posee 1218 hoteles en 70 países, la mayoría en Francia y el resto de Europa. Dispone de más de 159 mil habitaciones. Es frecuente encontrarlos cerca de los centros cívicos, aeropuertos o estaciones de trenes. 
El primer hotel Ibis fue inaugurado en Burdeos en 1974. Hacia enero de 2012, la cadena contaba más de 900 hoteles. El mayor hotel Ibis de la región Asia/Pacífico se encuentra en Bandung (Indonesia), con 606 habitaciones, fue inaugurado el 8 de marzo de 2012.
Los hoteles Ibis se enfocan más en los detalles y en la vida alrededor de ellos, los Ibis Styles en los diseños, y los Ibis Budget en tarifas más económicas y en ser urbanos. 